# Renzo Zacchetti

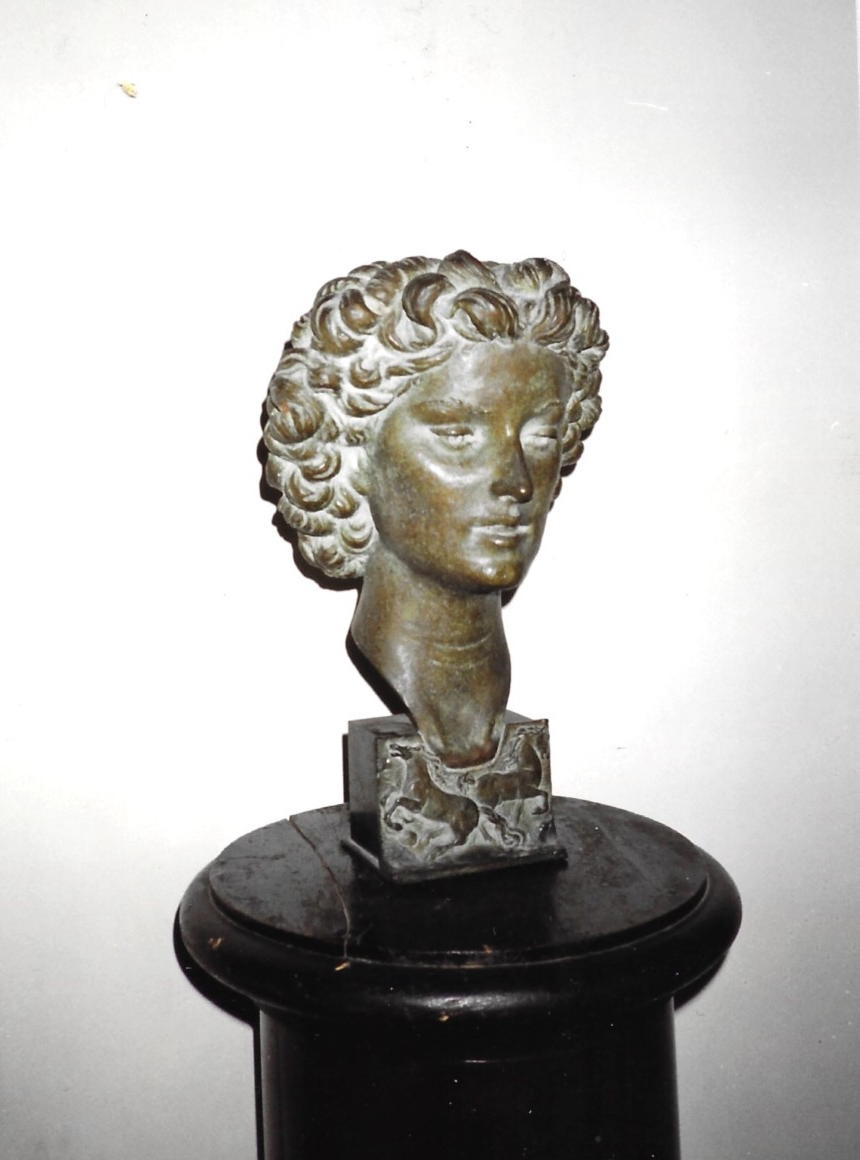
Amazzone, testa di donna in bronzo.

Renzo Zacchetti (Milano, 19 maggio 1901 – Imperia Oneglia, 3 agosto 1988) è stato uno scultore italiano.

## Biografia
Primogenito di Edoardo Zacchetti, piccolo commerciante, e di Enrichetta Orsi, visse e lavorò a Milano, città molto amata da cui si allontanò solo occasionalmente per visite a mostre e musei in Italia e in Europa. Ha marginalmente partecipato alla prima guerra mondiale e contratto la febbre spagnola nel 1919.
Allievo di Eugenio Pellini a Brera, amico dello scultore Virginio Ciminaghi e del pittore Adriano Spilimbergo, ha lavorato indifferentemente pietra, marmo e bronzo. I suoi riferimenti sono stati Medardo Rosso e Francesco Messina. Convinto figurativo, non si è negato occasionali e prudenti esperimenti da lui definiti astratti. Ha creato monumenti funebri, situati nel Cimitero Monumentale e nel Cimitero Maggiore di Milano, mentre le sue altre opere sono conservate principalmente presso privati.
Ha fatto parte del consiglio direttivo della Famiglia Artistica Milanese e ne ha guidato per circa un decennio lo Studio di Figura. Oltre alla propria attività, è stato assistente di diversi scultori maggiori, primo fra tutti Pellini, realizzando nelle dimensioni finali i bozzetti che il maestro modellava in scala ridotta: tra i lavori ai quali ha collaborato, le statue del cinema Manzoni a Milano e quelle di Mario Negri nella piazza del Bijenkorf di Eindhoven.
Ha partecipato a mostre collettive organizzate alla Galleria Pesaro di Milano, IX Triennale, Permanente e Brera, XX, XXII e XXIII Biennale Nazionale di Milano, Internazionale Antoniana di Padova, Quadriennale di Torino, Biennale Nazionale di Arte Sacra a Bologna, Roma, Milano.